# Hirtodrosophila longivittata
Hirtodrosophila longivittata är en tvåvingeart som först beskrevs av Hegde, Naseerulla och Jayashankar 1989.  Hirtodrosophila longivittata ingår i släktet Hirtodrosophila och familjen daggflugor. Inga underarter finns listade i Catalogue of Life.